# IJzer(II)chloride
IJzer(II)chloride is een zout van ijzer en chloor, met als brutoformule FeCl2. Naast het bijna kleurloze, watervrije ijzer(II)chloride, zijn het dihydraat en het flets groene tetrahydraat bekend. Oplossingen van ijzer(II)chloride in water hebben een gele kleur.
In de natuur komt het hydraat van ijzer(II)chloride voor als het mineraal rokühniet.

## Synthese
Gehydrateerde vormen van ijzer(II)chloride worden op grote schaal gemaakt door ijzerafval afkomstig van staalproductie te behandelen met waterstofchloride. Hierbij ontstaat tevens waterstofgas:
{\displaystyle {\ce {Fe + 2HCl -> FeCl2 + H2}}}
Watervrij ijzer(II)chloride kan in het laboratorium bereid worden door ijzerpoeder in methanol te laten reageren met waterstofchloride. De oplossing die hierbij ontstaat, wordt door verhitting omgezet tot het zuivere ijzer(II)chloride.

## Gebruik
IJzer(II)chloride is in de praktijk een niet veel gebruikte stof. IJzer(II)sulfaat en ijzer(III)chloride worden vaker toegepast. Bij de zuivering van water wordt het ijzer(II)chloride ingezet als reducerend flocculatiemiddel, met name als zich chromaten of fosfaten in het afvalwater bevinden. Het wordt gebruikt als uitgangsmateriaal bij de productie van magnetische pigmenten. In het laboratorium wordt het gebruikt als uitgangsstof voor de synthese van ijzercomplexen, zoals bijvoorbeeld ferroceen. Ook wordt het toegepast als reductiemiddel in de organische chemie.